# Ľubomír Moravčík
Ľubomír ("Lubo") Moravčík (Nitra, 22 juni 1965) is een voormalig profvoetballer uit Slowakije. Hij speelde profvoetbal als aanvallende middenvelder in Slowakije, Frankrijk, Duitsland, Schotland en Japan gedurende zijn carrière. Hij sloot in 2004 zijn voetballoopbaan af bij de club waar hij als profvoetballer begon, FC Nitra. Na zijn actieve loopbaan stapte hij in het trainersvak.

## Interlandcarrière
Moravčík kwam in totaal 37 keer (zes doelpunten) uit voor het Slowaaks voetbalelftal in de periode 1994-2000, nadat hij eerder 43 interlands (ook zes doelpunten) had gespeeld voor Tsjecho-Slowakije. Hij maakte zijn debuut voor Slowakije op 30 maart 1994 in de vriendschappelijke wedstrijd in Valletta tegen Malta, die eindigde in een 2-1-overwinning door treffers van Jaroslav Timko en Viliam Hýravý.
Moravčík maakte deel uit van de Tsjechoslowaakse ploeg die de kwartfinales bereikte bij het WK voetbal 1990 in Italië. Twee jaar later werd hij uitgeroepen tot Tsjechisch Voetballer van het Jaar, de laatste keer dat deze ereprijs werd uitgereikt. In 1993 volgde de opsplitsing van Tsjecho-Slowakije. Hij maakte zijn debuut voor Tsjechoslowakije op 11 november 1987 in Praag tegen Wales (2-0).

### Interlandgoals Tsjecho-Slowakije
| Interlanddoelpunten Tsjecho-Slowakije | Interlanddoelpunten Tsjecho-Slowakije | Interlanddoelpunten Tsjecho-Slowakije | Interlanddoelpunten Tsjecho-Slowakije | Interlanddoelpunten Tsjecho-Slowakije | Interlanddoelpunten Tsjecho-Slowakije | Interlanddoelpunten Tsjecho-Slowakije |
| #                                     | Datum                                 | Locatie                               | Tegenstander                          | Goal(s)                               | Uitslag                               | Wedstrijd                             |
| ------------------------------------- | ------------------------------------- | ------------------------------------- | ------------------------------------- | ------------------------------------- | ------------------------------------- | ------------------------------------- |
| 1                                     | 25/10/1989                            | Praag, Tsjecho-Slowakije              | Zwitserland                           | 88'                                   | 3–0                                   | WK-kwalificatie                       |
| 2                                     | 14/11/1990                            | Praag, Tsjecho-Slowakije              | Spanje                                | 77'                                   | 3–2                                   | EK-kwalificatie                       |
| 3                                     | 27/03/1991                            | Olomouc, Tsjecho-Slowakije            | Polen                                 | 41'                                   | 4–0                                   | Oefeninterland                        |
| 4                                     | 25/09/1991                            | Oslo, Noorwegen                       | Noorwegen                             | 52'                                   | 2–3                                   | Oefeninterland                        |
| 5                                     | 19/08/1992                            | Bratislava, Tsjecho-Slowakije         | Oostenrijk                            | 90'                                   | 2–2                                   | Oefeninterland                        |
| 6                                     | 24/03/1993                            | Limassol, Cyprus                      | Cyprus                                | 33'                                   | 1–1                                   | WK-kwalificatie                       |

### Interlandgoals Slowakije
| Interlanddoelpunten Slowakije | Interlanddoelpunten Slowakije | Interlanddoelpunten Slowakije | Interlanddoelpunten Slowakije | Interlanddoelpunten Slowakije | Interlanddoelpunten Slowakije | Interlanddoelpunten Slowakije |
| #                             | Datum                         | Locatie                       | Tegenstander                  | Goal(s)                       | Uitslag                       | Wedstrijd                     |
| ----------------------------- | ----------------------------- | ----------------------------- | ----------------------------- | ----------------------------- | ----------------------------- | ----------------------------- |
| 1                             | 20/04/1994                    | Bratislava, Slowakije         | Kroatië                       | 83'                           | 4–1                           | Oefeninterland                |
| 2                             | 12/10/1994                    | Tel Aviv, Israël              | Israël                        | 14'                           | 2–2                           | EK-kwalificatie               |
| 3                             | 31/08/1996                    | Toftir, Faeröer               | Faeröer                       | 13'                           | 1–2                           | WK-kwalificatie               |
| 4                             | 06/02/1998                    | Limassol, Cyprus              | Slovenië                      | 73'                           | 1–1                           | Cyprus Toernooi               |
| 5                             | 07/02/1998                    | Limassol, Cyprus              | IJsland                       | 65'                           | 1–2                           | Cyprus Toernooi               |
| 6                             | 05/09/1998                    | Košice, Slowakije             | Azerbeidzjan                  | 39'                           | 3–0                           | EK-kwalificatie               |

## Erelijst
AS Saint-Étienne
- Tsjecho-Slowaaks voetballer van het jaar

1992
 Bastia
- Intertoto Cup

1997
 Celtic
- Scottish Premier League

2001, 2002
- Scottish Cup

2001
- Scottish League Cup

2000, 2001
- Slowaaks voetballer van het jaar

2001